# Brazalete de Kreta

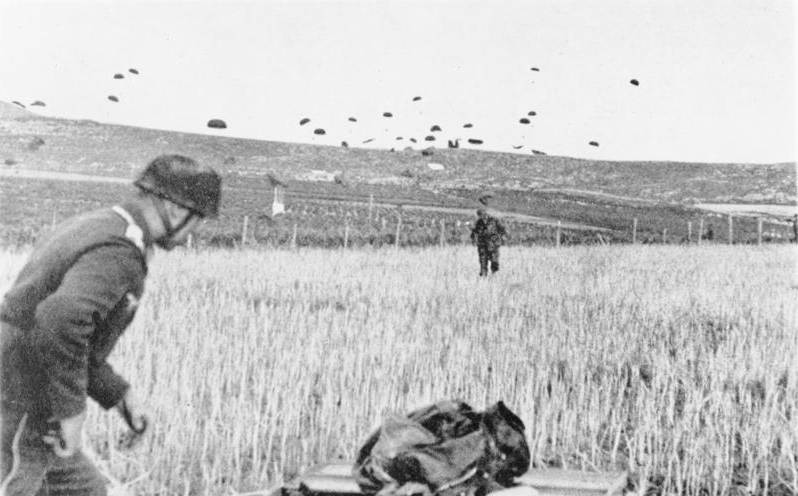
Fallschirmjäger aterrizando en Creta, mayo de 1941.

El Brazalete de Kreta o Brazalete de Creta (en alemán: Ärmelband Kreta) fue una condecoración militar alemana de la Segunda Guerra Mundial otorgada a los militares de la Wehrmacht que participaron en la batalla de Creta entre el 20 y el 27 de mayo de 1941. Si bien varias unidades alemanas habían usado brazaletes como parte de su insignia de regimiento o cuerpo, esta fue la primera operación de la Segunda Guerra Mundial en la que se otorgó un brazalete como condecoración por participar en una campaña.

## Requisitos
Como parte de la campaña de los Balcanes de Alemania, la Wehrmacht invadió la isla de Creta el 20 de mayo de 1941. Participaron unos 22.000 paracaidistas y tropas de montaña, desplegados por aviones de transporte, planeadores y buques de guerra y apoyados por bombarderos y aviones de combate. Después de dos semanas de feroces combates, las tropas defensoras de la Commonwealth griega y británica se habían rendido o habían sido evacuadas.
El brazalete fue instituido por separado por cada uno de las ramas de la Wehrmacht:
- Kriegsmarine: 14 de agosto de 1942;
- Luftwaffe: 29 de septiembre de 1942;
- Heer: 16 de octubre de 1942.[1]

Si bien las condiciones de elegibilidad diferían entre los tres servicios, los criterios generales de calificación eran que, entre el 20 y el 27 de mayo de 1941, un miembro de las fuerzas armadas alemanas tenía que: 
- haber sido desplegado en Creta, ya sea por barco, paracaídas o planeador;
- haber participado en operaciones aéreas sobre Creta, incluido el transporte de tropas;
- haber estado en servicio activo en el mar en el teatro de operaciones de Creta.[3]

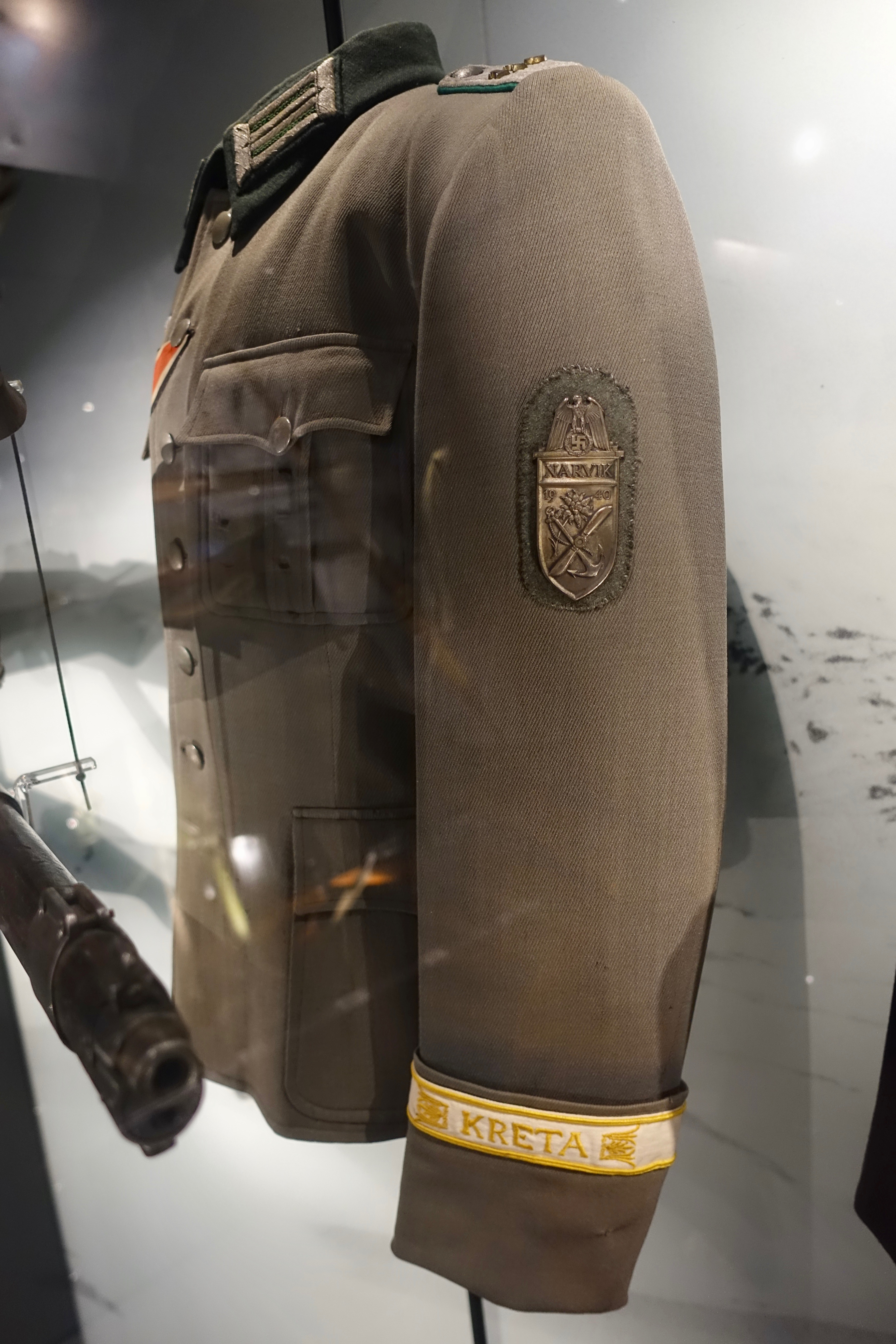
Chaqueta de oficial, mostrando el escudo de Narvik y el brazalete de Creta

El brazalete se distribuyó para su uso desde mediados de 1943. El plazo de presentación de solicitudes finalizó el 31 de octubre de 1944.

## Diseño y uso
El brazalete tenía 32 mm de ancho y consistía en una banda de tela blanca con bordes amarillos, bordada en seda amarilla o hilo de algodón con la palabra KRETA flanqueada a ambos lados por un rocío de hojas de acanto. El diseño fue el mismo para los tres servicios armados.
La banda se usaba en la manga inferior izquierda del uniforme, incluso en abrigos. Cuando se otorgaban dos o más brazaletes de campaña, el primero que se hubiera conseguido se colocaba por encima de los posteriores, aunque esta norma no siempre se siguió.
Las decoraciones de la época nazi fueron prohibidas después de la guerra. El brazalete de Kreta fue uno de los que la República Federal de Alemania volvió a autorizar para su uso en 1957. Si bien muchos premios se rediseñaron para eliminar la esvástica, el brazalete original se podía usar sin alterar ya que no llevaba este símbolo. Los miembros veteranos de la Bundeswehr podían llevarla en su ribete, representada por una pequeña réplica del brazalete que consistía en una cinta blanca con bordes amarillos.